# Fakir

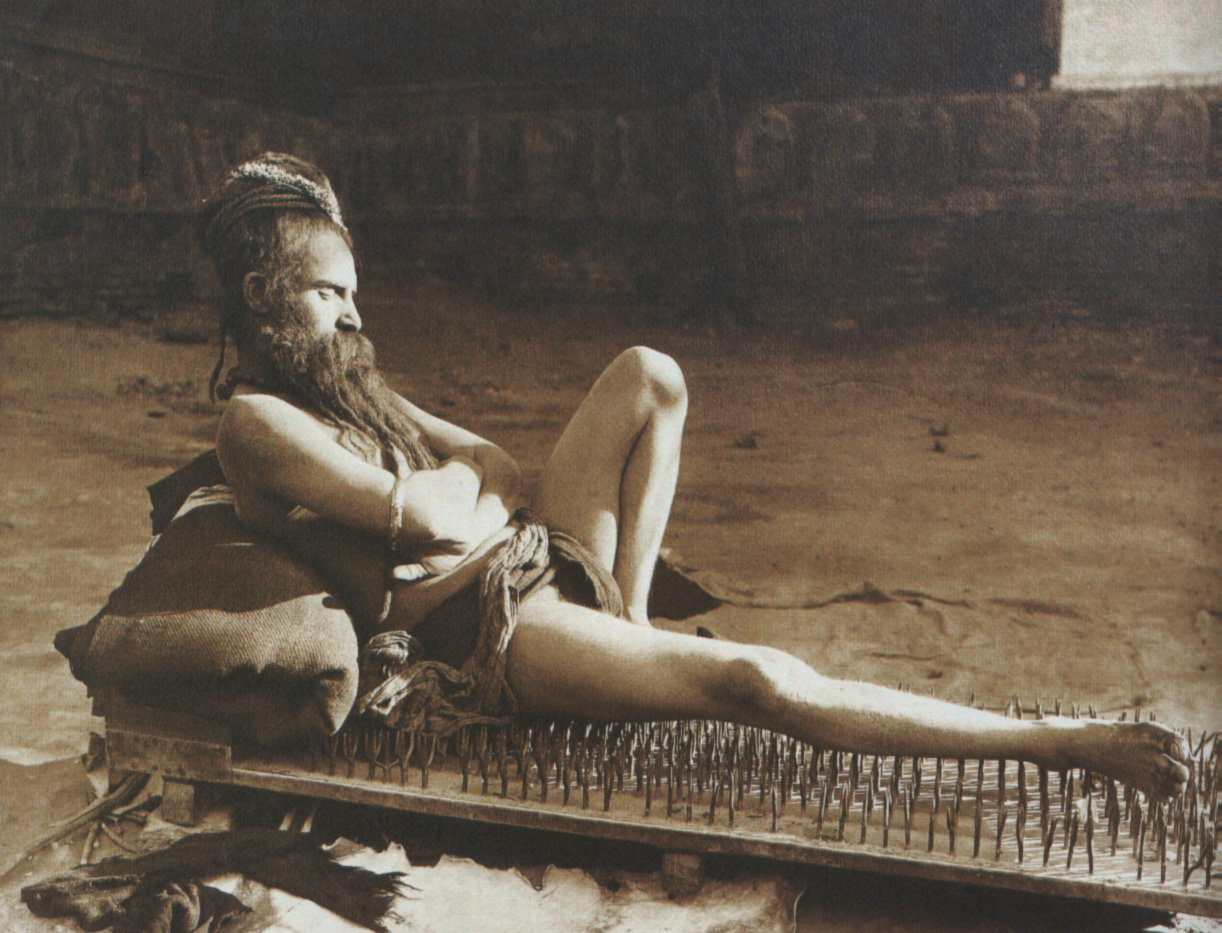
Fakir på spikmatta

Fakir (arabiska: فقیر 'fattig') är en islamisk mystiker/asketiker som avgivit löfte om fattigdom för att hänge sig åt gudsdyrkan och avstå från alla relationer och ägodelar. Fakirer förekommer i Mellanöstern och Sydasien och ordet härleds ur arabiska faqr (فقر , "fattigdom") och är både språkligt och innehållsmässigt synonymt med den persiska benämningen dervisch.
Ordet kan också referera till undergörare; sufiska och hinduistiska asketer, eller i överförd bemärkelse cirkusartister, som plågar sig själva. En stereotyp bild av fakiren är en halvnaken man som utan ansträngning går på glödande kol, sitter eller sover på en spikmatta, genomborrar sin kropp eller svävar fritt i luften och dylikt.